# Elecciones en Madrid durante la Segunda República española

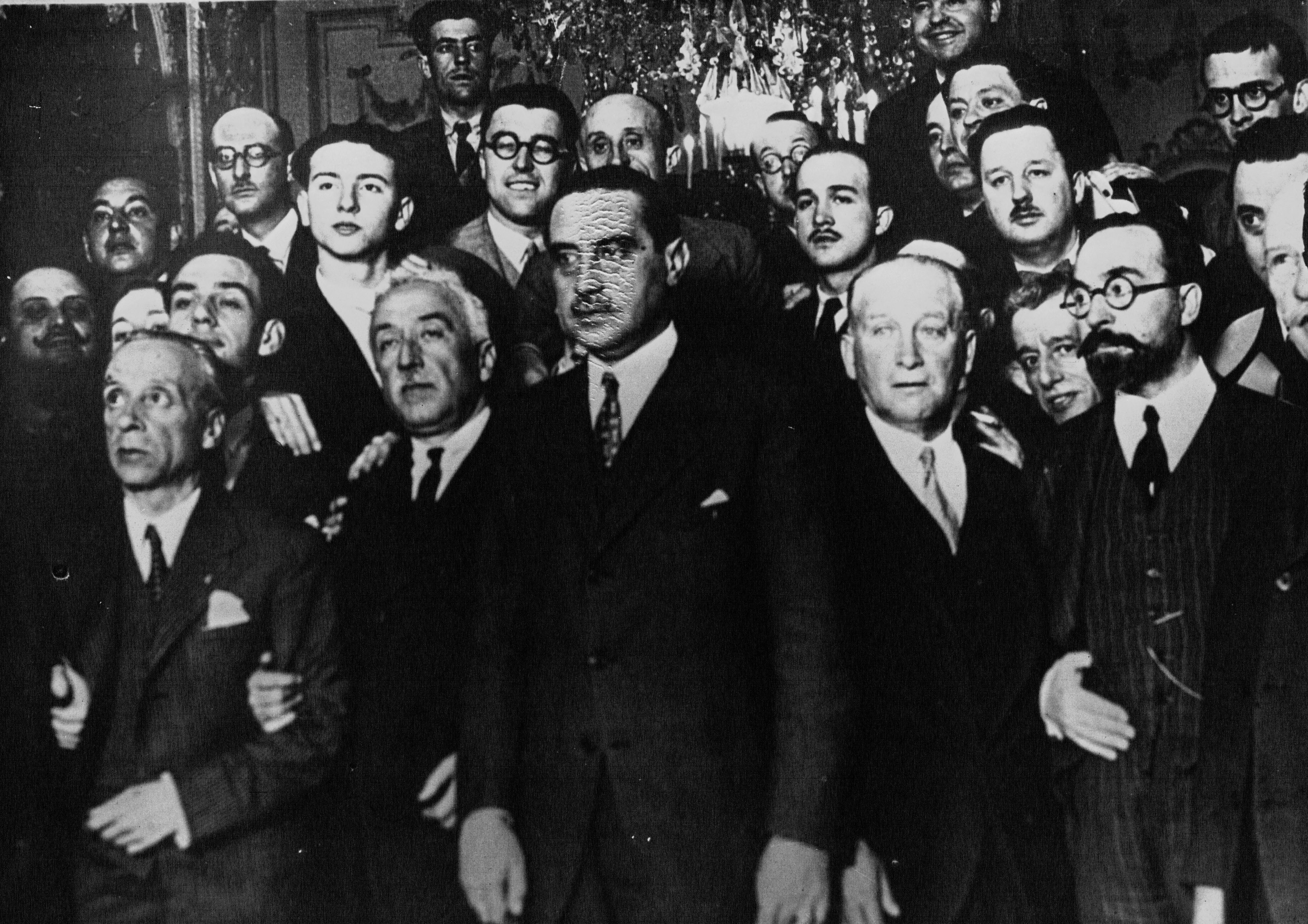
El Gobierno Provisional de la Segunda República (16 de abril de 1931), formado tras las elecciones municipales del 14 de abril de ese año y el subsecuente abandono del país por parte del rey Alfonso XIII. Una de las primeras medidas del nuevo gobierno fue la modificación de la legislación electoral. Bajo la nueva ley, que fue modificada ligeramente en 1933, se celebraron cuatro procesos electorales de ámbito estatal: tres a Cortes y uno de compromisarios para elegir al Presidente de la República.

Durante la Segunda República (1931-1939) se llevaron a cabo cuatro procesos electorales de ámbito estatal: tres a Cortes (1931, 1933 y 1936) y uno para los compromisarios necesarios para elegir al presidente de la República (1936). Con la nueva legislación electoral republicana, que eliminaba los distritos uninominales en favor de circunscripciones generalmente provinciales, la ciudad de Madrid se constituyó en circunscripción, separada del resto de la provincia, en la que aunque los votos obtenidos por las diversas opciones permanecieron relativamente estables, con triunfo de la izquierda y el republicanismo. Dichos triunfos se tradujeron en la elección de un número de representantes muy superior, en torno al 80 %, al de los votos obtenidos, fruto del carácter netamente mayoritario de la legislación electoral.

## Contexto histórico
En 1930, 
, la capital de España, contaba con 952 832 habitantes. Era la segunda ciudad en población del país (tras Barcelona, que con 1 005 565, sobrepasaba ligeramente el millón de habitantes). Aunque desde el fin del Antiguo Régimen y el advenimiento del Estado liberal se habían llevado a cabo numerosos procesos electorales en España, los años de la Segunda República constituyeron un periodo durante el cual la actividad política adquirió una intensidad inusitada. Ello fue así porque la proclamación de la República supuso la aparición de las masas en la vida pública, un proceso que la dictadura de Primo de Rivera había tratado de impedir y que había concluido con un fracaso, que primero acabó con la propia dictadura y finalmente, mediante las elecciones municipales del 12 de abril de 1931, con la de la monarquía. Por otra parte, las elecciones de la época republicana fueron más limpias y reflejaron el sentir del país mucho mejor que las celebradas durante la monarquía. A pesar de tratarse de una época de creciente radicalización e inestabilidad política, que finalizó en una guerra civil, el periodo comprendido entre 1931 y 1936 fue el periodo democrático más prolongado del que disfrutó España antes de la reinstauración del régimen democrático en la década de 1970, llevándose a cabo cuatro procesos electorales directos de ámbito estatal.
Los partidos políticos otorgaban una gran importancia a las elecciones en Madrid, al tratarse de la capital del Estado, presentando a sus líderes y figuras más representativas por dicha circunscripción. De acuerdo con la legislación electoral, la ciudad de Madrid formaba una única circunscripción electoral, separada de su provincia, en la que durante todo el periodo republicano se dio el triunfo de las candidaturas republicanas y de izquierdas, casi siempre en grandes coaliciones, magnificadas por la ley electoral, incluso cuando la tendencia en el resto de España era contraria: Conjunción Republicano-Socialista en 1931 y Frente Popular en 1936, pero PSOE en 1933 (mientras que en el resto de España ocurrió justamente lo contrario, con el triunfo de las candidaturas radicales y cedistas). Ministros, presidentes de las Cortes, como Julián Besteiro o Diego Martínez Barrio, del Consejo de Ministros, como Manuel Azaña, Alejandro Lerroux, Francisco Largo Caballero, Juan Negrín o Rodolfo Llopis (en el exilio), o de la República, como el propio Azaña, fueron diputados por Madrid.

## La nueva legislación electoral
El 10 de mayo de 1931, el gobierno provisional publicó un decreto que modificaba la ley electoral en vigor (la ley de Maura del 8 de agosto de 1907). Con ligeras modificaciones, estaría en vigor durante todo el periodo republicano. De acuerdo con la nueva legislación electoral, la ciudad de Madrid constituía una circunscripción electoral distinta del resto de la provincia (según el artículo 6 del decreto, las ciudades de Madrid y Barcelona serían circunscripciones separadas de su provincia, al igual que todas las capitales de provincia que, con su partido judicial, superasen los 100 000 habitantes, en cuyo caso capital y partido judicial formaban una circunscripción electoral y el resto de la provincia otra).
El cambio fundamental de la nueva legislación consistió en introducir, «en vez de la antigua elección uninominal por pequeñas circunscripciones, la elección por lista y por provincia, por un sistema mixto entre mayoritario y proporcional, que concedía amplia prima a la candidatura mayoritaria, pero reservaba cierto número de puestos a la minoritaria [un 20 %]», y todo ello, tal como indicaba el prefacio del propio decreto, para evitar la «coacción caciquil, [..] la compra de votos y [..] todas las corruptelas conocidas». Se introducía un sistema de «sufragio restringido» en el que los electores podían votar a un número de candidatos inferior al total de escaños elegidos en la circunscripción. Las listas debían adecuarse a dicho límite. Así, estas debían incluir, como mucho, un 80 % de los puestos elegibles en la circunscripción. Cada elector podía votar como máximo a ese mismo número de candidatos, si bien no era obligatorio que los votados pertenecieran a las mismas listas. Los candidatos más votados, hasta el número de escaños atribuidos a la circunscripción, eran proclamados diputados. Se introducía también un mínimo del 20 por 100 de los votos recibidos por el candidato para que pudiese ser proclamado diputado. En caso de no llegar a este mínimo, incluso si el candidato había obtenido los votos necesarios para ser elegido en relación con el resto, la elección de ese candidato se declaraba nula y debía procederse a una segunda vuelta, a la que podían concurrir todos los candidatos que así lo deseasen (de esta forma se desvirtuaba la salvaguardia de las minorías perseguida por el sufragio restringido, acentuando el carácter mayoritario del sistema, dado que si los candidatos minoritarios no llegaban al porcentaje requerido, en la segunda vuelta la candidatura mayoritaria podía presentar nuevos candidatos). En general, la lista ganadora obtenía el 80 % de los escaños, destinados a las mayorías, mientras que los restantes quedaban para la minoría más importante (en caso de resultados reñidos podía ocurrir que los candidatos menos votados de la candidatura ganadora fuesen sobrepasados por los más votados de la candidatura siguiente en votos, con lo que podría haber ligeros cambios y quedar fuera alguno de los candidatos de las mayorías).
También se eliminaba el controvertido artículo 29 de la ley electoral vigente, mediante el cual, cuando había una única candidatura, sus integrantes se proclamaban sin votación.
El propósito de la legislación electoral republicana era potenciar parlamentariamente a los partidos más fuertes, siguiendo el modelo mayoritario británico, creando así mayorías estables que sustentasen al gobierno y, al mismo tiempo, permitir la representación de las minorías (no obstante, era posible forzar el propósito de la ley y aspirar a copar todos los escaños de una circunscripción, como hicieron las derechas navarras en 1933 y 1936, que formaban una candidatura con el mismo número de miembros que escaños a elegir en la circunscripción; a la hora de presentarlos, sin embargo, los distribuían por los diversos distritos electorales de modo que solo se presentase en cada uno el número de candidatos legal; el predominio electoral era tan grande que al hacer la suma de votos en todos los distritos, todos los candidatos resultaban elegidos). Ese propósito mostró pronto su fracaso, al propiciar, en vez de unos pocos partidos compactos, grandes coaliciones que luego se disolvían al constituirse las Cortes, permitiendo la presencia de grupos minoritarios que, incluso con un sistema electoral puramente proporcional, nunca hubiesen accedido al Parlamento (como por ejemplo comunistas o falangistas). Finalmente, el efecto más pernicioso de la ley electoral fue el de propiciar grandes bandazos en la composición de las Cortes entre una legislatura y la siguiente, que no se correspondían con el peso efectivo de cada partido o coalición entre la población y sí con el grado de amplitud de las diferentes coaliciones formadas.
Durante la Segunda República tuvieron lugar cuatro procesos electorales directos en todo el Estado: tres elecciones generales y una elección de compromisarios para la elección de Presidente de la República (existieron también otras convocatorias de rango inferior, como las elecciones para elegir los vocales regionales del Tribunal de Garantías Constitucionales, en 1933, los plebiscitos para la aprobación de los estatutos de autonomía de Cataluña, en 1931, País Vasco, en 1933, y Galicia, en 1936; las elecciones municipales en los municipios en los que se había impugnado la elección del 12 de abril de 1931, celebradas el 31 de mayo del mismo año, en aquellas en los que en 1931 se había elegido la corporación sin votación, en virtud del artículo 29 de la antigua ley electoral, celebradas el 23 de abril de 1933 y las convocadas en Cataluña el 14 de enero de 1934; y las elecciones al Parlamento de Cataluña de 1932). Fueron las siguientes: las elecciones a diputados para las Cortes Constituyentes (28 de junio de 1931, con segunda vuelta el 12 del mismo mes); las elecciones generales del 19 de noviembre de 1933 (con segunda vuelta el 3 de diciembre); las elecciones generales del 16 de febrero de 1936 (con segunda vuelta el 4 de marzo); y la elección de compromisarios para la elección del presidente de la República del 26 de abril de 1936.

## Elecciones a Diputados para las Cortes Constituyentes

### Primera vuelta (28 de junio de 1931)
Tras la instauración de la Segunda República, se llevaron a cabo las elecciones a Cortes Constituyentes el 28 de junio de 1931. A estas elecciones las derechas concurrieron de forma totalmente desorganizada (los monárquicos, aún desconcertados por la abdicación de Alfonso XIII y la proclamación de la República no comparecieron como tales, expresando así su rechazo hacia un régimen, el republicano, cuya legitimidad negaban) en tanto que la Conjunción Republicano-Socialista presentó en Madrid una lista única, formada por candidatos de peso, fundamentalmente por parte del PSOE, aunque también por parte de algunos de los diversos partidos republicanos. En la capital se elegían 18 diputados (por lo que las candidaturas presentaban a 14 candidatos, quedando cuatro escaños para las minorías). Las candidaturas que se presentaron en Madrid fueron las siguientes:
Coalición republicano-socialista
Madrid fue uno de los pocos lugares donde se mantuvo la coalición republicano-socialista en los mismos términos que para las elecciones municipales de tres meses antes. La candidatura estaba compuesta a partes iguales por candidatos socialistas y republicanos, incluyendo a dos ministros del gobierno provisional de la República, Largo Caballero y Lerroux.
Por parte socialista, la Agrupación Socialista Madrileña eligió a Cordero, Largo Caballero, Besteiro, Saborit, Ovejero, Sanchís Banús y Trifón Gómez. De ellos, tres eran intelectuales o procedían del mundo universitario: Besteiro, Ovejero y Sanchís Banús. Seis (todos menos Sánchez Banús) pertenecían al núcleo dirigente de la Unión General de Trabajadores y el PSOE. De ellos, cuatro pertenecían a la corriente besteirista del movimiento socialista (el propio Besteiro, Saborit, Ovejero y Trifón Gómez), que habían dimitido de las comisiones ejecutivas del PSOE y la UGT en febrero. Junto con Sanchís Banús, los besteiristas fueron los que recibieron menos votos en las antevotaciones. Cinco de los candidatos (todos salvo Sánchez Banús y Ovejero) habían sido elegidos concejales madrileños en las elecciones de abril.
Por parte republicana, resultaron elegidos por sus partidos o en virtud de su prestigio en la conjunción republicano socialista los siguientes candidatos: Pedro Rico (alcalde de Madrid desde las elecciones de abril, de Acción Republicana, el partido de Manuel Azaña), Marial (federal), Tapia (radical socialista), Lerroux (líder del Partido Republicano Radical y ministro de Estado en el gobierno provisional), Juarros (Derecha Liberal Republicana), y dos independientes: Castrovido (referente de la prensa republicana) y Sánchez Román (prestigioso jurista, participante en el pacto de San Sebastián a título personal).
Candidatura de Acción Nacional
La candidatura derechista más relevante fue la de Acción Nacional, partido fundado el 29 de abril anterior en lo que fue el primer esfuerzo para organizar la derecha católica heredera del conservadurismo dinástico (incluyendo al maurismo, versión del regeneracionismo personalizada en Antonio Maura, muerto en 1925). El partido nació del impulso de la dirección de El Debate, el periódico de la Asociación Católica Nacional de Propagandistas, encabezada por su director, Herrera Oria y que contaba con José María Gil-Robles como subdirector.. Tras cosechar la negativa de antiguos dirigentes del liberalismo monárquico, como José Sánchez Guerra, que se negaron a integrarse en la candidatura, esta incluyó finalmente a candidatos próximos a la extrema derecha. Los integrantes de la lista, que se presentaba solo a los escaños de las minorías, fueron, además del propio Herrera Oria, el marqués de Lema, antiguo alcalde de Madrid y ministro conservador, Goicoechea, exministro maurista y exdiputado por Madrid, posteriormente fundador de Renovación Española, y Manuel Castellano Coca, dirigente patronal. El diario monárquico ABC llamó a votar a esta candidatura.
Candidatura tradicionalista
Los jaimistas (carlistas seguidores de Jaime de Borbón) no se integraron en ninguna candidatura derechista y se presentaron en solitario, con un único candidato: Hernando de Larramendi.
Candidatura de apoyo a la República
Se trataba de una candidatura de perfil moderado promovida por Luis Montiel, presidente del Círculo Mercantil y director del periódico republicano Ahora. En la candidatura, que se presentaba a los escaños de las minorías, le acompañaban Ossorio y Gallardo, Sánchez Guerra y Melquiades Álvarez, antiguo líder del Partido Reformista, todos ellos antiguos dirigentes monárquicos que habían mostrado su adhesión a la República.
Otras candidaturas
Además hubo varias candidaturas minoritarias. Se trataba en muchos casos de candidaturas disidentes de los partidos oficiales y, en su inmensa mayoría, pertenecían a la extrema izquierda, ya fuese burguesa o comunista: la candidatura de Pureza Republicana (candidatura de un grupo disidente de la Derecha Liberal Republicana, que solo presentaba siete candidatos, para ser votados en lugar de los socialistas de la lista republicano-socialista), la candidatura republicana democrático-federal (candidatura disidente del Partido Republicano Federal, de la que formaban parte Joaquín Pi y Arsuaga, Eduardo Barriobero —que posteriormente sería presidente de los federales— y el conspirador republicano Ramón Franco, que poco antes había participado en un conato de revuelta anarquista en Andalucía), la candidatura radical-socialista revolucionaria o del bloque revolucionario (candidatura del Partido Radical Socialista Revolucionario, un grupúsculo encabezado por José Antonio Balbontín, expulsado en mayo del Partido Republicano Radical Socialista, de perfil izquierdista y extremista, y de la que también formaba parte Ramón Franco), la candidatura del pueblo (otro grupúsculo de agitadores de diversas tendencias unidos por su aversión al republicanismo gobernante, en la que de nuevo se encuentra Ramón Franco) y tres candidaturas autoproclamadas comunistas: la candidatura presidencial comunista, promovida por un insignificante partido republicano presidencialista, sin relación real con el comunismo, la candidatura del Bloque Obrero y Campesino, promovida por la facción disidente del comunismo dirigida por Joaquín Maurín, mayoritaria en Barcelona pero insignificante en Madrid, y la candidatura oficial comunista, liderada por el secretario general del Partido Comunista de España José Bullejos.
Resultados

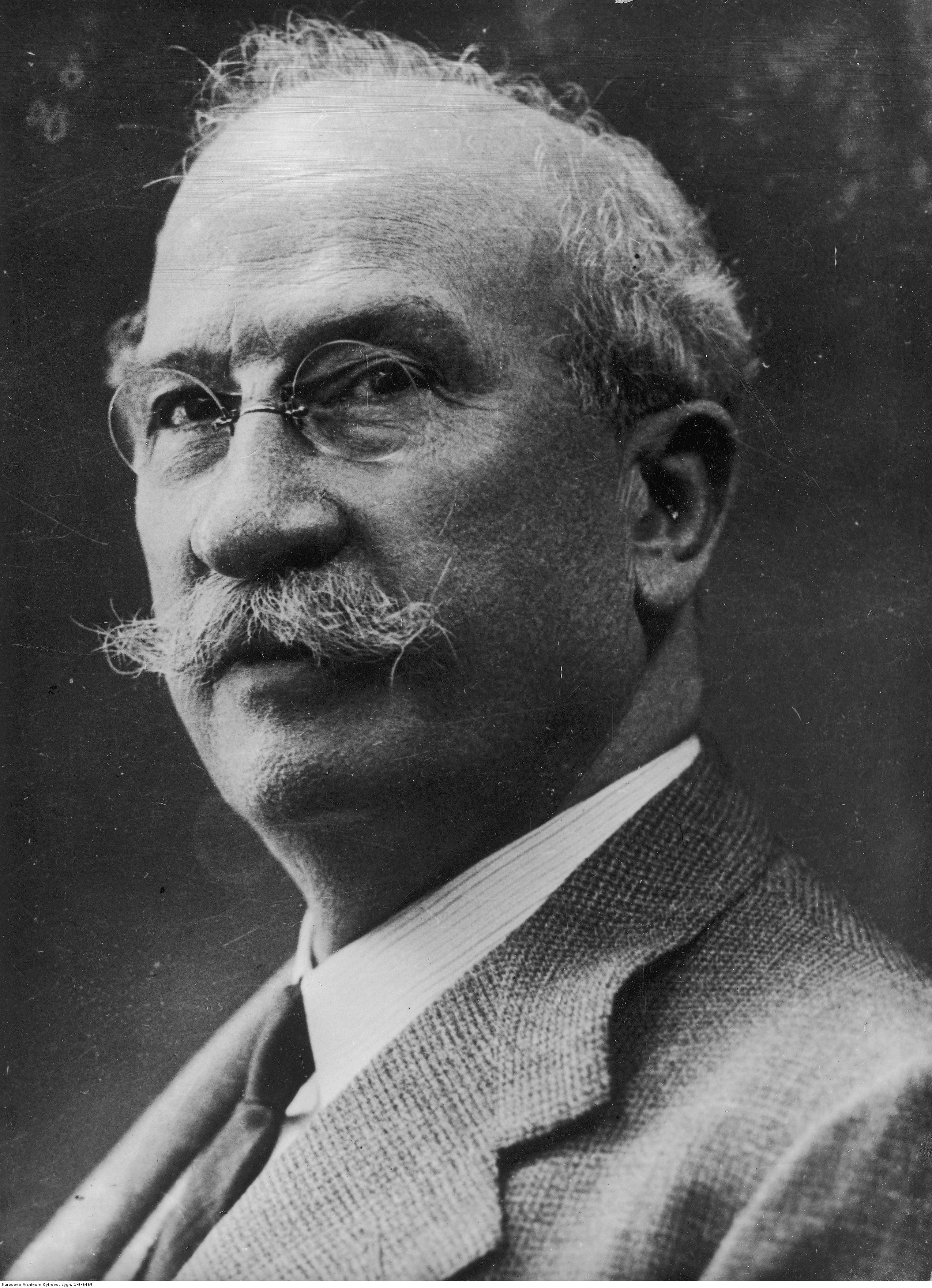
Alejandro Lerroux fue el candidato más votado (90 % de los votos) en las elecciones de 1931.

El electorado, con una abstención del 34 %, dio una victoria aplastante de la candidatura republicano-socialista. Se repitieron los resultados de las elecciones municipales de abril, incluso habiéndose ampliado el censo electoral (al haberse reducido la edad para participar de 25 a 23 años). Así, su candidato más votado, Lerroux, obtuvo un 90 % de los votos. El primero de los socialistas, Besteiro, sobrepasó el 75 %. Se observa, dentro de la candidatura republicano-socialista, una preferencia de los electores por la moderación y por el relieve de los candidatos dentro de la política española, lo cual explica que los candidatos republicanos estuviesen por encima de los socialistas, al menos en los puestos más importantes. Las diferencias entre los candidatos más y menos votados se explican por el voto de parte del electorado moderado y derechista a los candidatos republicanos más afines (esto es, muchos votantes habrían votado solo a los candidatos republicanos de la coalición republicano-socialista, sin apoyar a los socialistas). Los candidatos socialistas y de otros grupos izquierdistas habían obtenido sus mejores resultados en los distritos del sur de la ciudad y, en general, en los de condición social proletaria. Se definía de esta forma una distribución geográfica del voto que permanecería constante en gran medida durante toda la duración de la República y que había empezado a manifestarse desde 1893, cuando se implantó el sufragio universal. Según esta tendencia, los distritos del sur dieron en gran medida sus votos a republicanos y posteriormente a republicano-socialistas.
A continuación se encontraba la candidatura de Apoyo a la República, si bien con una votación sensiblemente inferior (unos 60 000 votos con respecto al candidato socialista menos votado). Con gran probabilidad, estos candidatos obtuvieron el apoyo de personas que prescindieron del voto a los socialistas dentro de la candidatura republicano-socialista. El más votado fue Ossorio y Gallardo, un candidato completamente identificado con la República, seguido por Melquiades Álvarez y Sánchez Guerra, personajes que aunque gozaban de relevancia nacional, no eran específicamente republicanos (habían mantenido la fidelidad a la Monarquía durante gran parte de su carrera política). Solo Montiel, relativamente menos conocido que sus compañeros, de larga trayectoria política, resultó sobrepasado por candidatos de Acción Nacional.
La candidatura de Acción Nacional sufrió una significativa derrota, especialmente si se comparaban sus resultados con el porcentaje obtenido por las candidaturas monárquicas en las elecciones municipales de abril, si bien sus cuatro candidatos obtuvieron más de 20 000 votos, con unos resultados bastante homogéneos. Es probable que la popularidad del nuevo régimen hubiera sustraído votos del electorado derechista que anteriormente votaba a las candidaturas monárquicas. Las diferencias entre Herrera y el resto de componentes de su candidatura se debe probablemente a la militancia monárquica de aquellos.
El resto de candidatos obtuvo resultados testimoniales. Larramendi, el candidato carlista, saca 7521 votos. Del resto de candidaturas disidentes, destacan Soriano, con 9480 y Ramón Franco, con 4916. El candidato comunista, Bullejos, apenas llega a 2769 votos.

### Segunda vuelta (12 de julio de 1931)

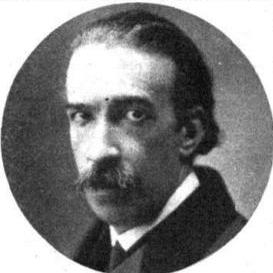
El republicano Luis Bello, elegido diputado en la segunda vuelta de las elecciones a Cortes de julio de 1931.

De acuerdo con la legislación electoral, para que un diputado fuese proclamado debía obtener más del 20 % de los votos emitidos. De no obtenerlos, los puestos no cubiertos deberían ir a una segunda vuelta a la que presentarían todas las candidaturas que lo deseasen. En el caso madrileño, Ángel Herrera Oria no llegaba al 20 % del sufragio, por lo que hubo que ir a una segunda vuelta para un único escaño. Además de Herrera Oria se presentaron el periodista Luis Bello, de Acción Republicana y un «azañista nato», por la coalición republicano-socialista, el marqués de Lema por Acción Nacional, el carlista Larramendi y una candidatura nueva, la de Tomás de Larrabeiti, que se presentaba como «lerrouxista autónomo».
La elección se presentaba como poco reñida y, efectivamente, contó con una abstención del 88 % (50 700 votos de un censo de 230 308). El candidato republicano obtuvo el escaño con 47 933 votos.

### Elección parcial (4 de octubre de 1931)
Esta elección parcial se llevó a cabo para completar la representación de la circunscripción de Madrid-capital en las Cortes, al haber sido elegido Melquiades Álvarez también en la circunscripción de Valencia-capital. Tras tomar posesión como diputado, se efectuó un sorteo el 18 de agosto para determinar a qué circunscripción representaba Álvarez, en el que le correspondió Valencia. Debido a ello, era necesario llevar a cabo una elección parcial para elegir a los sustitutos en las circunscripción restantes. Estas elecciones parciales se llevaron a cabo en toda España el 4 de octubre (salvo en Barcelona, en donde se realizaron una semana después).
Sin embargo, esta elección parcial estuvo lejos de la apatía de la segunda vuelta de julio. Desde entonces, las Cortes Constituyentes habían comenzado a debatir intensamente las disposiciones de la nueva Constitución republicana y las derechas habían empezado a inquietarse, especialmente ante el cariz que estaban tomando asuntos como la cuestión religiosa o el estatuto catalán. Se presentaron tres candidaturas: la de José Antonio Primo de Rivera, que se presentaba reivindicando la figura de su padre, Miguel Primo de Rivera (Falange Española no sería fundada hasta 1933), agrupando a los sectores de la derecha antirrepublicana; la de extrema izquierda revolucionaria, liderada por el líder del PCE, Bullejos; y Manuel Bartolomé Cossío, el prestigioso pedagogo, como candidato republicano-socialista. Si bien inicialmente se habían postulado varios candidatos republicanos, en tanto que el la Agrupación Socialista Madrileña renunciaba a presentar un candidato, el temor a resultar derrotados hizo que se buscase un candidato republicano que pudiese resultar atractivo también para los socialistas.
La participación fue bastante superior a la de la segunda vuelta anterior, llegando a casi un 40 % (91 214 votos de un censo de 230 308). El triunfo volvió a ser de la candidatura republicano-socialista pero se observa una disminución de su porcentaje, por un gran crecimiento de la candidatura de las derechas (no obstante, Bartolomé de Cossío, enfermo, no llegaría a tomar posesión de su acta de diputado).

### Relación de diputados electos (legislatura 1931-1933)

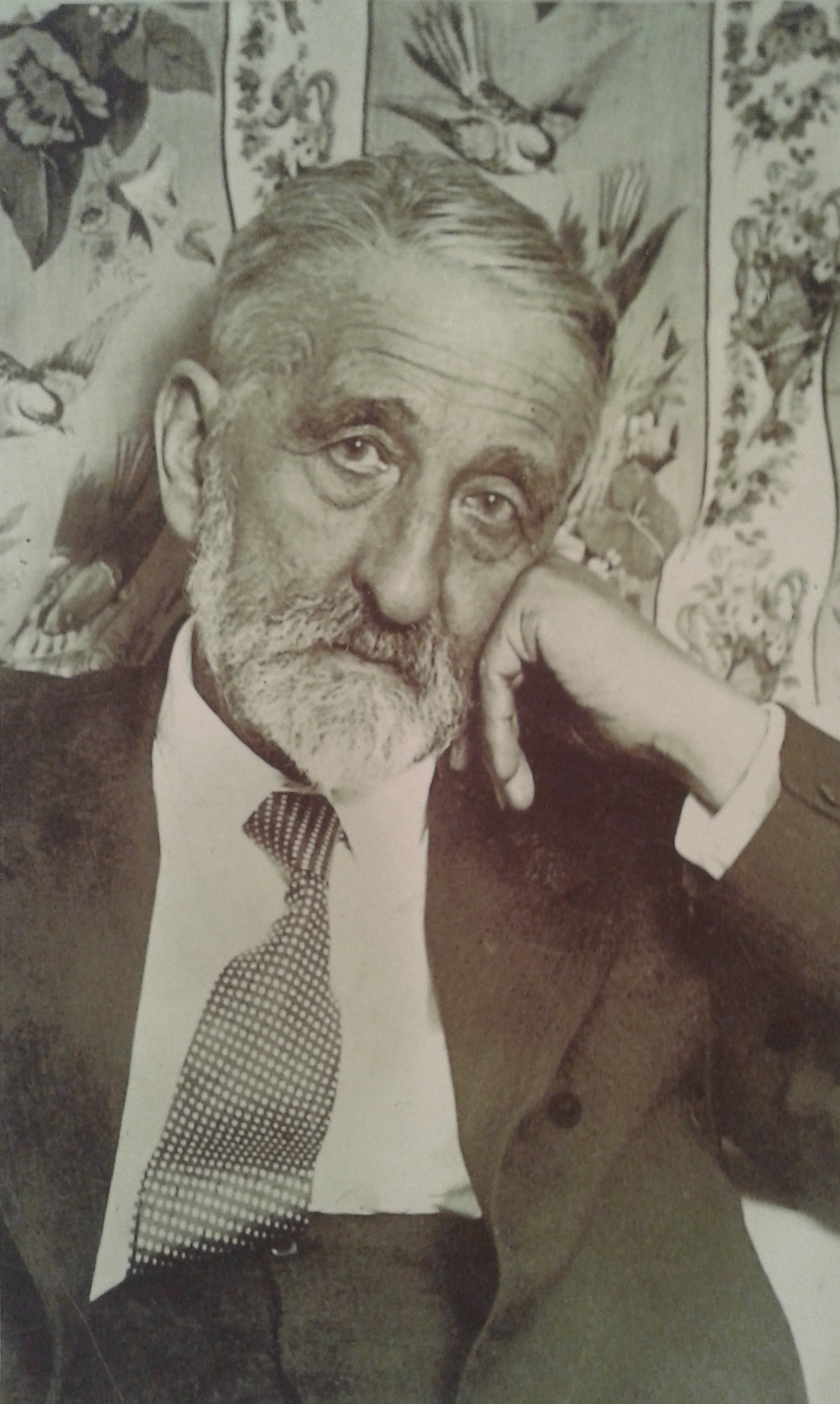
Manuel Bartolomé Cossío, elegido en la elección parcial de octubre de 1931.

Los siguientes 18 diputados fueron elegidos por la circunscripción de Madrid capital. De ellos, Manuel Bartolomé Cossío no llegó a tomar posesión. Melquíades Álvarez había sido elegido también, pero al haber sido elegido también en otra circunscripción, un sorteo determinó que debía representar a aquella y su plaza en Madrid hubo de cubrirse en una segunda vuelta. Se indica la fracción política a la que pertenecieron en el Parlamento:
- Luis Bello:[59] Acción Republicana (conjunción republicano-socialista)
- Julián Besteiro:[60] PSOE (conjunción republicano-socialista). Sería el presidente del Congreso de los Diputados durante la legislatura 1931-1933.
- Roberto Castrovido: Acción Republicana (conjunción republicano-socialista)
- Manuel Cordero:[61] PSOE (conjunción republicano-socialista)
- Manuel Bartolomé Cossío (no llegó a tomar posesión)
- Trifón Gómez:[62] PSOE (conjunción republicano-socialista)
- César Juarros:[63] Derecha Liberal Republicana, tras su desaparición[54] Republicano Progresista[64] (conjunción republicano-socialista)
- Francisco Largo Caballero:[65] PSOE (conjunción republicano-socialista)
- Alejandro Lerroux:[66] Republicano Radical (conjunción republicano-socialista)
- Melchor Marial:[67] Republicano Federal (conjunción republicano-socialista)
- Ángel Ossorio y Gallardo:[68] inscrito inicialmente como Monárquico sin Rey al servicio de la República, se agrupa finalmente como Republicano Independiente[54] (candidatura de apoyo a la República)
- Andrés Ovejero:[69] PSOE (conjunción republicano-socialista)
- Pedro Rico:[70] Acción Republicana (conjunción republicano-socialista)
- Andrés Saborit:[71] PSOE (conjunción republicano-socialista)
- José Sánchez Guerra:[72] Republicano Independiente[54] (candidatura de apoyo a la República)
- Felipe Sánchez-Román:[73] Republicano Independiente[54] (conjunción republicano-socialista)
- José Sanchís Banús:[74] PSOE (conjunción republicano-socialista). Causó baja por fallecimiento en julio de 1932.
- Luis de Tapia:[75] Republicano Independiente[54] (conjunción republicano-socialista)

En total: 7 socialistas, 4 republicanos independientes, 3 de Acción Republicana, 1 radical, 1 federal y 1 republicano progresista.

## Elecciones generales de noviembre de 1933

### Primera vuelta (19 de noviembre de 1933)
Las elecciones de 1933 se llevaron a cabo en una situación de desunión y desconcierto de las fuerzas republicanas e izquierdistas, tras la crisis de la mayoría gubernamental y el abrupto fin de la legislatura. En el otro extremo del espectro, las derechas no republicanas habían alcanzado un acuerdo en todo el país que les permitió presentarse unidas en la práctica totalidad de circunscripciones. En Madrid (donde como consecuencia de la redistribución de escaños hecha según la población de las circunscripciones, esta vez se elegían 17 diputados, uno menos que en el proceso electoral anterior, con 13 para la mayoría y 4 para las minorías) se presentó una gran cantidad de candidaturas, de las que solo cinco lo hacían por las mayorías: por la derecha se presentaron dos, una republicana en torno a los radicales y a los conservadores de Miguel Maura, y otra que tenía como base a Acción Popular (derecha católica) y la derecha monárquica antirrepublicana (la cual unificaría finalmente a tradicionalista y alfonsinos y se iría haciendo más autoritaria, al asimilar las tesis del legitimismo maurrasiano francés); por la izquierda, tres: una republicana de izquierdas promovida básicamente por Acción Republicana y los radical-socialistas independientes; otra socialista y, finalmente, otra comunista.
Estas elecciones, las primeras en las que las mujeres pudieron votar, han sido descritas como «las primeras [..] plenamente competitivas y de opinión pública [..] de la historia de España». Se llevaron a cabo bajo las disposiciones de la Ley de Reforma Electoral del 27 de julio de 1933. Aunque el Decreto de mayo de 1931 había sido convalidado por las Cortes constituyentes el 15 de octubre de dicho año, este había sido formulado con el único propósito de dar cobertura a las elecciones constituyentes, ya que se esperaba que se promulgase una nueva ley al amparo de la nueva Constitución. La nueva ley tenía como principal contenido el refuerzo del carácter mayoritario de la legislación de 1931. Para que los candidatos vencedores en primera vuelta pudiesen ser proclamados electos sin necesidad de ir a una segunda, se requería que al menos un candidato de la lista triunfante obtuviese el 40 % de los votos y que todos los demás hubiesen recibido más del 20 %. En el caso de que ningún candidato de la lista ganadora hubiese llegado al porcentaje requerido, se debía realizar una segunda vuelta para elegir de nuevo todos los escaños. En caso de que algún miembro de la lista ganadora reuniese más del 40 % pero alguno de los escaños no se hubiese elegido con un 20 % de los votos, la segunda vuelta se llevaría a cabo solo para cubrir estos escaños. Independientemente del caso, en esta segunda vuelta solo podían presentarse aquellos candidatos que en primera vuelta hubiesen obtenido más del 8 % de los votos escrutados. Las nuevas elecciones tendrían lugar el segundo domingo después de la primera.
Candidatura socialista
Para las elecciones de 1933, la Comisión Ejecutiva del PSOE había acordado que no habría ninguna alianza de carácter global con ningún otro partido. La posibilidad de alcanzar acuerdos quedaba en manos de las agrupaciones provinciales y locales, las cuales, en ningún caso deberían promover alianzas. Todo lo más, aceptar o rechazar las propuestas provinientes de otras fuerzas. En el caso madrileño (como en la práctica totalidad de circunscripciones), la Agrupación Socialista Madrileña rechazó la alianza con los republicanos de izquierda y compuso una candidatura que incluía a la práctica totalidad de la plana mayor del partido, con representantes de todas las tendencias e incluyendo intelectuales y líderes sindicales de Madrid y su provincia: Largo Caballero, Besteiro, Trifón Gómez, Jiménez de Asúa, Araquistáin, Álvarez del Vayo, Lucio Martínez Gil, Ramón Lamoneda (prietista y secretario general del PSOE a partir de 1935), Hernández Zancajo, Llopis, Gracia, Negrín y Mairal.
Candidatura de izquierdas republicanas
El rechazo socialista había dejado a los republicanos de izquierda en una situación difícil. Igual que en el caso socialista, las agrupaciones provinciales tenían gran autonomía para acordar pactos y, aunque se había ofrecido a los socialistas integrarse en una candidatura conjunta, dándoles diez de los puestos, el ofrecimiento había sido rechazado. Finalmente se confeccionó una lista compuesta básicamente por los mismos partidos que habían formado el último gobierno de Manuel Azaña: Acción Republicana, radical-socialistas independientes y federales de la tendencia franchista de la agrupación de Madrid (los federales se habían dividido en dos facciones, una encabezada por José Franchi, favorable al pacto con socialistas y republicanos de izquierda, y otra licerada por Joaquín Pi y Arsuaga, hijo de Francisco Pi y Margall, que promovía el entendimiento con los radicales). La candidatura la formaban seis miembros de Acción Republicana: Manuel Azaña, Roberto Castrovido, Adolfo Hinojar, Mariano Ruiz Funes, Amós Salvador y Leandro Pérez Urria; cinco radical-socialistas independientes: Marcelino Domingo, Ángel Galarza (posteriormente se afiliaría al PSOE), Francisco Barnés, Catalina Salmerón y José Escudero y Escudero; y dos federales: Melchor Marial y Manuel de la Torre Eguía. Entre los candidatos había un expresidente del Gobierno (Azaña), exministros (Domingo, Barnés) y seis diputados salientes, figuras significativas de los gobiernos de la legislatura que acababa de terminar o de los partidos que los apoyaron. Tras las elecciones, los partidos principales de la coalición madrileña se fusionarían para constituir Izquierda Republicana y por tanto, la mayor parte de la candidatura seguiría a Azaña a dicho partido tras su creación.
Candidatura comunista
El PCE, cuya actuación política estaba totalmente controlada por las directrices de la Internacional Comunista, seguía las directrices soviéticas de aislamiento respecto a cualquier otra fuerza política. Así, la candidatura madrileña la formaban exclusivamente militantes del partido, y estaba compuesta por los principales líderes del partido, recientemente renovada tras la purga que había hecho desaparecer a Bullejos y sus partidarios. Así, formaban parte de ella José Díaz, el nuevo secretario general del partido, o Dolores Ibárruri.
Candidatura de derechas republicanas
Las candidaturas de derechas republicanas se estructuraron alrededor de los radicales. Las agrupaciones provinciales eran autónomas para acordar los pactos que considerasen más convenientes, pero siempre respetando las directrices del líder del partido, Alejandro Lerroux, que había vetado, por la izquierda, los acuerdos con los socialistas, y por la derecha, con los monárquicos. De la confección de la candidatura madrileña se encargó personalmente el propio Lerroux, con el objetivo de formar una candidatura atractiva de carácter republicano centrista. Para ello, al parecer, había ofrecido a Ortega y Gasset y Gregorio Marañón formar parte de la candidatura, pero estos declinaron, deseosos de abandonar la refriega política (ambos habían sido elegidos diputados en las elecciones de 1931 en las candidaturas de la Agrupación al Servicio de la República). Otros sectores a los que Lerroux se había acercado, como las asociaciones mercantiles y patronales, habían rechazado también la oferta, al haber representantes de estos círculos en la candidatura de las derechas no republicanas. Finalmente, bajo el liderazgo radical se integraron los conservadores de Miguel Maura, los federales «pimargallianos», los progresistas del presidente de la República, y los liberales demócratas de Melquiades Álvarez, así como intelectuales. La candidatura la formaron cuatro radicales (Lerroux, Antonio Lara, Gabriel Montero y Pedro Cardona) y un independiente próximo al radicalismo (Carlos Malagarriga), un federal (Pi y Arsuaga), dos conservadores (Miguel Maura y Blas Vives), un progresista (Alfredo Zavala Lafora) y un liberal demócrata (Julián Martínez Reus). Completaba la lista Miguel de Unamuno.
Candidatura de derechas no republicanas
Como se ha mencionado anteriormente, las derechas no republicanas habían alcanzado un acuerdo en todo el país para acudir unidas a la convocatoria electoral. El pacto agrupaba a la recién constituida CEDA, a los tradicionalistas, a los monárquicos alfonsinos de Renovación Española, así como a una heterogénea coalición de «agrarios», «monárquicos independientes» o «independientes de derecha», en su mayoría provenientes del mundo político de la Monarquía o de la Dictadura de Primo de Rivera, así como sectores patronales, propietarios agrícolas y sindicatos católicos. El pacto estaba coordinado por el denominado Comité de Enlace de las Fuerzas de Derecha. En la capital, la candidatura fue elaborada directamente por este comité. Ante la fortaleza socialista en esta demarcación, Gil-Robles (miembro del Comité de Enlace) había abogado por un frente antimarxista, que permitiera algún tipo de entendimiento con los radicales, incluso complementando ambas candidaturas para que el votante opuesto al «marxismo» pudiera elegir a los candidatos de su preferencia con mayor libertad. Sin embargo, la oposición monárquica hizo inviable este planteamiento. Todo lo más, Gil-Robles consiguió vetar la participación de candidatos relacionados con la Sanjurjada (el fracasado golpe de Estado del año anterior), como el propio Sanjurjo (preso por su participación en la fallida intentona), Albiñana o Primo de Rivera. La candidatura la integraron finalmente un tradicionalista (Larramendi), dos miembros de Renovación Española (Calvo Sotelo y Goicoechea), un agrario, Royo Villanova (antiguo miembro del Partido Liberal, se había distinguido por su españolismo y su campaña en contra del estatuto de autonomía de Cataluña), tres miembros de la CEDA (Marín Lázaro, Valiente y Gil-Robles) y seis independientes (dos monárquicos liberales: Luca de Tena, propietario del diario monárquico ABC, y el conde de Santa Engracia; tres representantes de intereses patronales industriales y agrícolas y Pujol, director del diario derechista Informaciones).
Otras candidaturas
Existió también una candidatura con un único candidato, el jurista y prestigioso republicano Felipe Sánchez Román (que más tarde fundaría el efímero Partido Nacional Republicano), que había sido elegido diputado por Madrid en las elecciones anteriores como independiente en las listas de la coalición republicano-socialista.
Resultados

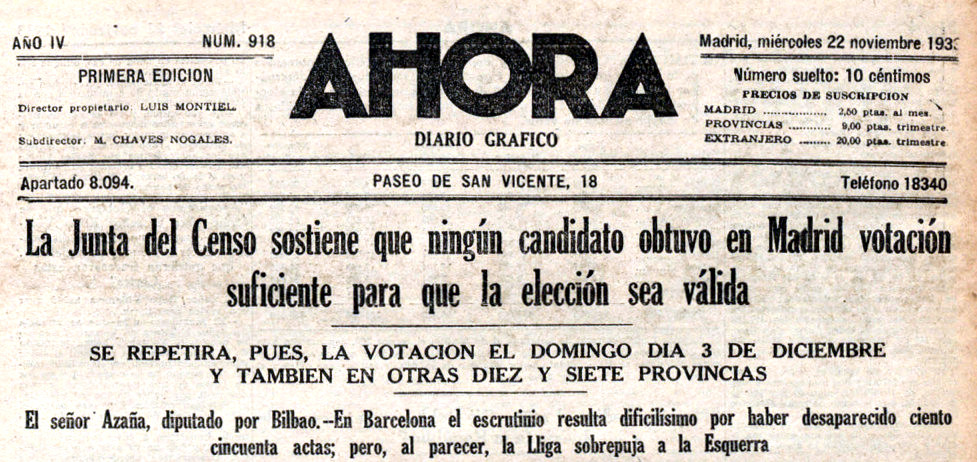
Titulares de Ahora, destacando que ningún candidato había alcanzado el 40 % y, por lo tanto, se requería una segunda vuelta para todos los escaños de la circunscripción.

Uno de los aspectos más relevantes de los resultados electorales fue que, al presentarse los partidos republicanos y de izquierda por separado, en lugar de integrando una coalición, su análisis permite calibrar con más finura la implantación de cada una de las corrientes políticas. A diferencia de en el resto de España, en la que las candidaturas derechistas habían obtenido una holgada mayoría (206 escaños frente a 112 del centro republicano y 59 de los socialistas y republicanos de izquierda), en la circunscripción de Madrid capital hubo una ajustada victoria de los socialistas, lo que no impidió que hubiese que acudir a una segunda vuelta, al no haber obtenido la candidatura ganadora el 40 % requerido. La lsta del PSOE obtuvo un 39 % de los votos, en tanto que la candidatura de derechas no republicanas quedaba en un 37 %. Les seguían la de derecha republicana (15 %), izquierda republicana (8,6 %) y comunistas (2,3 %). Lerroux, que había sido el candidato más votado en las elecciones anteriores, con 133 425 votos, caía a 80 908 (la caída se acentuaba si se consideraba que, gracias a la concesión del voto femenino, el censo había pasado de unos 230 000 electores a 530 000). A pesar de la fragmentación de las anteriores coaliciones, puede observarse que el voto en Madrid se mantenía relativamente estable: un cuarto de los votos para cada una de las tendencias representadas (derechas no republicanas; izquierdas socialistas; y republicanos, de todas las tendencias), en tanto que el cuarto restante se abstiene. La participación (incluso considerando el ya citado aumento del censo) había mejorado, pasando de un 66 % en la anterior elección al 73 %.
Por lo que respecta a la candidatura de centro-derecha republicana, se observa que gran parte de sus votos en las elecciones anteriores se habían ido a otras opciones que ya no compartían candidatura con los radicales (socialistas y republicanos de izquierda) o a la ya factible opción de derechas no republicana. Aun así, su candidatura obtuvo unos resultados significativos: el propio Lerroux (81 000 votos), Maura (76 000) y Unamuno (75 000) encabezaron los sufragios de la candidatura. El último candidato obtuvo 65 000 votos.
La candidatura de centro-izquierda republicana sufrió una severa derrota, fruto de su impopularidad en el último tramo de la legislatura. El mejor resultado fue el del propio Azaña, que apenas llegó a 46 000 votos (Azaña había sido elegido diputado por Bilbao, en la lista socialista liderada por Indalecio Prieto), en tanto que el del último de su candidatura, Galarza, recibió 16 000, a poca distancia de los comunistas. El segundo candidato, Marcelino Domingo, apenas llegó a los 28 000 votos.
A pesar de no haber ganado, los resultados de la candidatura de derechas no republicanas pueden considerarse un gran triunfo, especialmente si se comparaban con los de las elecciones anteriores. Las diferencias dentro de esta candidatura estuvieron entre las menores, apenas 9000 votos. En general, los candidatos percibidos como más moderados recibieron el mayor número de sufragios. Así, el candidato más votado fue Royo Villanova, favorecido por sus campañas en contra del estatuto catalán (a pesar de las cuales, en la práctica, había acatado el régimen republicano). El segundo fue Gil-Robles, que se había beneficiado de su reputación como parlamentario. En tercer lugar, Calvo Sotelo, favorecido por su exilio, y cuya evolución hacia la derecha extrema aún no se había producido. El cuarto fue Mariano Matesanz, presidente del Círculo de la Unión Mercantil e Industrial de Madrid y de la Asociación de Agricultores de España. Los últimos puestos fueron ocupados por los candidatos de perfil más marcadamente derechista: Marín (CEDA), Goicoechea (líder de Renovación Española) y Larramendi (carlista).
En la candidatura socialista ocuparon los primeros puestos los candidatos de perfil intelectual, a los que votaron también algunos electores de la candidatura de izquierda republicana, en tanto que los líderes sindicales de carácter local quedaron en los últimos lugares, siendo incluso sobrepasados por candidatos de las derechas. Salvo Largo Caballero, líder del PSOE y ministro durante la anterior legislatura, todos los primeros puestos (Besteiro, Jiménez de Asúa, Araquistáin, Álvarez del Vayo, Llopis y Negrín) eran intelectuales o estaban vinculados a la Universidad.
La candidatura comunista consiguió unos resultados mediocres, recibiendo apenas un 2,3 % de los votos. No obstante, los mejores resultados (14 000 votos) los obtuvo Balbontín, procedente de la facción más extremista de los radical-socialistas (y que encabezó en 1931 la candidatura radical-socialista revolucionaria), que consiguió votos de los electores más izquierdistas del republicanismo. A continuación (13 700) se situó Francisco Galán, beneficiado sin duda por el hecho de ser hermano del «mártir de la República», Fermín Galán, fusilado en Jaca en 1931. El secretario general, Díaz, obtuvo 12 700 votos.
Finalmente, aunque la candidatura de Sánchez Román consiguió unos resultados insuficientes para conseguir un escaño (26 550 votos), recibió más votos que cualquiera de los candidatos comunistas y que buena parte de los integrantes de la candidatura republicana de izquierda.
De nuevo, la correlación clase social-tendencia de voto aparece clara. Los socialistas conseguían sus mejores resultados en los distritos proletarios de Inclusa, Hospital y Latina, siendo en los barrios burgueses de los distritos de Centro, Hospicio y Buenavista donde sus porcentajes eran menores. En el caso de la candidatura derechista, sus resultados eran los inversos. Como conclusión final puede hablarse de recuperación de las derechas y práctica desaparición del republicanismo de izquierdas, con un mantenimiento del socialismo. Si en vez de la ley electoral mayoritaria el sistema hubiese sido proporcional, habrían resultado elegidos 7 socialistas, 5 derechistas, 3 o 4 republicanos de centro y 2 o 1 republicanos de izquierdas.

### Segunda vuelta (3 de diciembre de 1933)

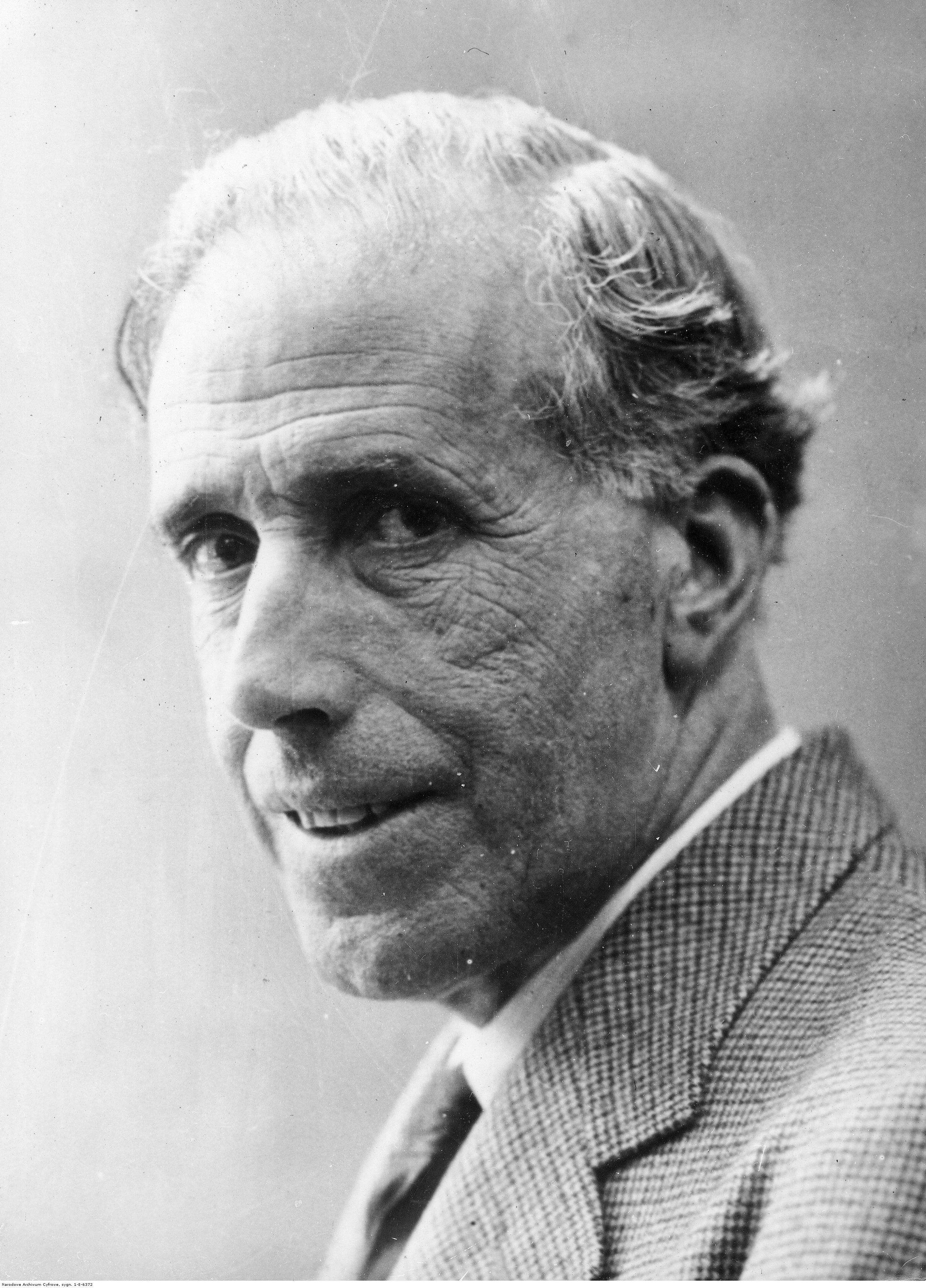
Julián Besteiro (PSOE) fue el candidato más votado en las elecciones de 1933 en Madrid, tanto en la primera como en la segunda vuelta.

La legislación introducida en 1933 estipulaba que para que los candidatos vencedores pudiesen ser proclamados electos se requería que al menos un candidato de la lista triunfante obtuviese más del 40 % de los votos. Al haberse quedado Besteiro a unos 4000 votos de dicho porcentaje, fue necesario repetir las elecciones. Lo mismo había ocurrido en otras quince circunscripciones. A diferencia de las segundas vueltas anteriores, la nueva legislación restringía la presentación de candidatos a esta segunda vuelta a las candidaturas que hubiesen obtenido al menos un 8 % de los votos, lo que de inicio dejó fuera a comunistas y a Sánchez Román.
A pesar de que la ley permitía la presentación de las mismas listas y también que se alterasen los integrantes de las candidaturas, de las cuatro opciones que podían hacerlo, finalmente concurrieron solo dos, las que habían obtenido mejores resultados en la primera vuelta: socialistas y derechas no republicanas. Todas las candidaturas explícitamente republicanas se retiraron. Las de izquierda, constadados el fracaso de la primera vuelta y la necesidad de la colaboración de los socialistas para mejorar su exigua representación parlamentaria en la segunda (Azaña había resultado elegido, si bien por las minorías, en la circunscripción de Bilbao, dentro de la lista socialista; la agrupación bilbaína, encabezada por Indalecio Prieto, había decidido mantener la coalición con los republicanos de izquierda y había integrado a Manuel Azaña y a Marcelino Domingo en su candidatura). En el campo radical, inicialmente Martínez Barrio había sugerido que los socialistas y la coalición derechista se repartiesen los escaños madrileños (nueve para los primeros y ocho para los segundos), con el objeto de evitar una campaña que podía devenir en violenta y teniendo en cuenta que ambas candidaturas tenían candidatos que habían resultado elegidos en otras circunscripciones (dos en el caso socialista, cinco en el derechista). Los socialistas se negaron y el arreglo no llegó a llevarse a cabo. Finalmente, los radicales retiraron su candidatura, pero se negaron a unirse a la coalición derechista si esta mantenía los candidatos monárquicos, a lo cual estos se negaron. Los pronósticos apuntaban a la victoria socialista, debido a la previsible abstención radical. Por ello, cinco de los candidatos de la lista derechista, los más conocidos, entre ellos los que mejores resultados habían obtenido (Goicoechea, Calvo Sotelo, Royo Villanova, Gil-Robles y Valiente), no se presentaron, al haber sido elegidos en otros puntos de España en primera vuelta. No ocurrió lo mismo con los socialistas, que presentaron a Lamoneda y Llopis, a pesar de haber resultado elegidos ya en otras circunscripciones. En todo caso, la segunda vuelta no revertiría los resultados de la primera, dada la magnitud de la victoria derechista.
En la segunda vuelta aumentó la abstención, pero no significativamente (solo un 5 %). Los resultados, aunque de nuevo constituyeron una victoria de los socialistas, estuvieron próximos al empate. La diferencia entre el primer diputado electo derechista, Mariano Matesanz, y el primer socialista, Julián Besteiro, fue de apenas 6000 votos (si se compara con los candidatos socialistas con peores resultados, Llopis y Largo Caballero, apenas 4000). Mientras que el aumento de votos socialistas respecto a la primera vuelta fue de unos 26 000 votos, en el caso derechista fue mayor, unos 32 000. Dentro de la candidatura derechista, los peores resultados los obtuvieron los candidatos más claramente derechistas, como Luca de Tena o el carlista Larramendi. En el campo socialista es significativa la penúltima posición alcanzada por Largo Caballero, secretario general del partido, explicable por la deriva revolucionaria que empieza a manifestarse en la campaña electoral. De acuerdo con la ley electoral, los socialistas obtuvieron 13 diputados y las derechas 4 (en una distribución proporcional, apenas un escaño hubiese separado ambas candidaturas).

### Relación de diputados electos (legislatura 1933-1936)
Los siguientes 15 diputados fueron elegidos por la circunscripción de Madrid capital. Dos más obtuvieron también un escaño pero renunciaron a su acta al haber sido elegidos ya por otras provincias (Ramón Lamoneda, socialista, elegido también por la circunscripción de Granada y Rodolfo Llopis, también socialista, elegido también por Alicante). Sus escaños quedaron vacantes toda la legislatura. Se indica la fracción política a la que pertenecieron en el Parlamento:
| - Julio Álvarez del Vayo: PSOE - Luis Araquistáin: PSOE - Julián Besteiro: PSOE - Trifón Gómez: PSOE - Anastasio de Gracia: PSOE - Carlos Hernández Zancajo: PSOE - Luis Jiménez de Asúa: PSOE - Francisco Largo Caballero: PSOE | - Antonio Mairal Perallos: PSOE - Lucio Martínez: PSOE - Mariano Matesanz: Independiente - Juan Negrín: PSOE - Juan Pujol Martínez: CEDA - Honorio Riesgo: CEDA - Adolfo Rodríguez Jurado: Agrario |

En total: 9 socialistas (más 2 que renunciaron), 2 de la CEDA, 1 agrario y 1 independiente de derecha.

## Elecciones generales del 16 de febrero de 1936

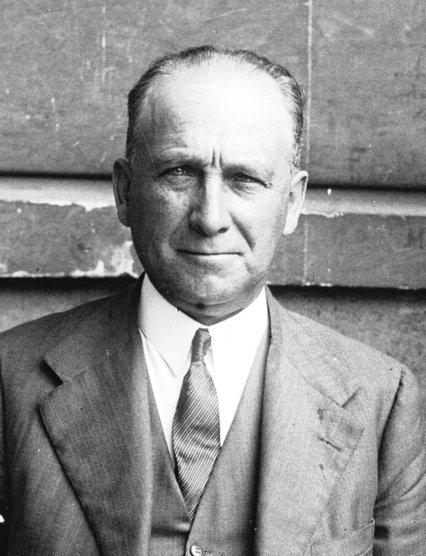
Largo Caballero fue, junto con Julián Besteiro, el único diputado que fue elegido por la circunscripción de Madrid en todas las elecciones a Cortes del periodo republicano.

Las elecciones de febrero de 1936 tuvieron lugar en medio de un clima de creciente división política de la sociedad española, de la cual Madrid era un vivo ejemplo. La elaboración de las candidaturas en Madrid resultó dificultosa, debido a la presentación, únicamente, de dos grandes coaliciones electorales, lo que obligaba a complejas negociaciones para acomodar a todos los posibles candidatos. De nuevo se elegían 17 diputados.
Candidatura del Frente Popular
Se había acordado que la candidatura del Frente Popular contase con 7 miembros del PSOE y 6 de los restantes partidos (cuatro de Izquierda Republicana, uno de Unión Republicana y un comunista). Los cuatro partidos presentaron a sus líderes como candidatos. En el caso de Unión Republicana y el Partido Comunista, Martínez Barrio y José Díaz, respectivamente. Sin embargo, la elección del candidato comunista se vio envuelta en discrepancias desconocidas hasta entonces, dado que por primera vez había posibilidades reales de conseguir un escaño. El hecho de que los partidos presentasen a sus máximos líderes por Madrid sugería que en el caso comunista debía de ser igual y que el secretario general, José Díaz, fuese el representante comunista en el candidatura del Frente Popular. Sin embargo, Pablo Yagüe, secretario del comité provincial de Madrid, se opuso, postulando que Díaz debería presentarse por su ciudad natal, Sevilla. Finalmente, el buró político del PCE impuso a Díaz como candidato por Madrid.). Socialistas e Izquierda Republicana realizaron antevotaciones. En las republicanas, los elegidos por los militantes fueron Manuel Azaña, Leandro Pérez Urria, Enrique Ramos y Antonio Velao (quedando fuera, por ejemplo, republicanos ilustres como Castrovido). Las antevotaciones socialistas fueron significativas porque mostraban el creciente predominio de la facción revolucionaria caballerista, que controlaba la potente Agrupación Socialista Madrileña (erigida ya en contrapoder dentro del partido a la ejecutiva federal controlada por Prieto), siendo barrida la candidatura besteirista. Caballero fue el candidato más votado, con 2886 votos de los 3039 votantes. Besteiro, por su parte, fue solo el octavo con más votos, con 1269 votos (este último resultado se debió probablemente a su prestigio personal puesto que otros besteiristas obtuvieron resultados testimoniales, como Trifón Gómez, que apenas obtuvo 368 votos). La única excepción al predominio caballerista fue Luis Jiménez de Asúa, prietista, que fue el segundo candidato más votado. Al haber obtenido la mayoría necesaria solo cinco candidatos (Caballero, Álvarez del Vayo, Araquistáin y De Francisco, junto a Jiménez de Asúa), hubo de acudirse a una segunda vuelta, en la que sí que resultó elegido Besteiro, que sobrepasó en unos pocos votos a otro candidato caballerista, Hernández Zancajo.
Candidatura de las derechas
La candidatura derechista se enfrentaba también a serios obstáculos para conformarse. En primer lugar por la reclamación de los monárquicos de un número elevado de candidatos. Posteriormente, los mismos monárquicos propusieron como candidato a Giménez Caballero, ideólogo del fascismo español, a lo que se opuso Gil-Robles, sin éxito. Finalmente, la candidatura la compusieron cinco miembros de la CEDA (con Gil-Robles a la cabeza), tres de Renovación Española (siendo Calvo Sotelo el elemento más destacado), un carlista, dos radicales y dos independientes (Royo Villanova y Giménez Caballero).
Durante el periodo anterior a las elecciones, Portela Valladares valoró la posibilidad de presentar una candidatura centrista, que no llegó a concretarse. Sí se presentó una candidatura falangista formada por su plana mayor: Primo de Rivera, Ruiz de Alda, Sánchez Mazas y Fernández Cuesta.
Resultados
Las elecciones contaron con una amplia participación, superior a la de elecciones anteriores (un 77,48 %). Los resultados muestran un triunfo claro, pero no aplastante, de la candidatura del Frente Popular en Madrid, superior al acontecido, al menos en porcentaje de votos, en toda España (54 % de los votos, frente a un 45 % de las derechas y un residual 1 % falangista), lo cual hizo innecesaria una segunda vuelta. El triunfo fue, de nuevo, maximizado por la ley electoral.
Dentro de la candidatura del Frente Popular, los mejores resultados correspondieron a los más moderados: Besteiro y los candidatos republicanos. Por el contrario, los obtenidos por los socialistas resultadon inversos a su radicalismo (Largo Caballero fue el menos votado y, fuera del socialismo, el comunista José Díaz obtuvo resultados incluso peores). El segundo socialista en resultados, Jiménez de Asúa, pertenecía, como ya se ha mencionado, a la facción prietista del PSOE. Las candidaturas frentepopulistas obtuvieron la victoria en los distritos con mayor proporción de obreros industriales: Inclusa (76,1 %), Hospital (69,9 %), La Latina (66 %) y Universidad (58,3 %), en tanto que cosechaba sus peores resultados en Centro (34,8 %), Hospicio (39 %) y Buenavista (40,8 %). La correlación base social-tendencia política se hacía más clara que nunca.
La candidatura derechista resultó derrotada claramente ante la izquierdista, pero subió en votos y porcentaje en relación con la segunda vuelta de 1933, lo que podría indicar que parte del electorado radical seguía siendo reticente a votar a una candidatura que incluyese candidatos monárquicos. Los mejores resultados los obtuvieron cuatro candidatos de la CEDA (Bermúdez, Riesgo, Marín y Serrano), seguidos por el radical Montero y por el también cedista Gil-Robles (que resultaría elegido por la circunscripción de Salamanca). Los candidatos menos votados fueron los más claramente antisistema: el carlista y el fascista. Aunque en general los candidatos más moderados obtienen mejores resultados, esta regla no afecta a los candidatos radicales, previsiblemente desacreditados por los escándalos que habían sacudido a su partido en la legislatura saliente (si bien obtuvieron mejores resultados que los monárquicos de Renovación Española). Las derechas vencieron en los distritos de Centro (62,4 %), Hospicio (59,9 %), Buenavista (58,2 %) y Palacio (56,6 %).
La candidatura falangista obtuvo unos resultados insignificantes (con Primo de Rivera como candidato más votado, con 4995 votos), muy inferiores a los obtenidos por los comunistas en las elecciones anteriores, obteniendo sus mejores resultados en los distritos de clase alta. La diferencia de votos entre Primo de Rivera y el resto de candidatos (que se quedaron en una horquilla entre 3700 y 3200 votos) indica la popularidad de aquel entre determinados sectores derechistas.

### Relación de diputados electos (legislatura 1936-1939)
Los siguientes 17 diputados fueron elegidos por la circunscripción de Madrid capital. Se indica la fracción política a la que pertenecieron en el Parlamento::
| - Julio Álvarez del Vayo: PSOE - Luis Araquistáin: PSOE - Manuel Azaña: Izquierda Republicana - Antonio Bermúdez Cañete: CEDA - Julián Besteiro: PSOE - José Díaz: PCE - Enrique de Francisco: PSOE - Carlos Hernández Zancajo: PSOE - Luis Jiménez de Asúa: PSOE - Francisco Largo Caballero: PSOE | - Rafael Marín Lázaro: CEDA - Diego Martínez Barrio: Unión Republicana. Sería el presidente de las Cortes durante la legislatura 1936-1939, y como tal, presidente accidental de la República tras la destitución de Niceto Alcalá Zamora en 1936 y tras la renuncia de Manuel Azaña en 1939. - Leandro Pérez Urria: Izquierda Republicana - Enrique Ramos: Izquierda Republicana - Honorio Riesgo: CEDA - Mariano Serrano: CEDA - Antonio Velao: Izquierda Republicana |

En total: 7 socialistas, 4 de Izquierda Republicana, 4 de la CEDA, 1 comunista y 1 de Unión Republicana.

## Elección de compromisarios del 26 de abril de 1936

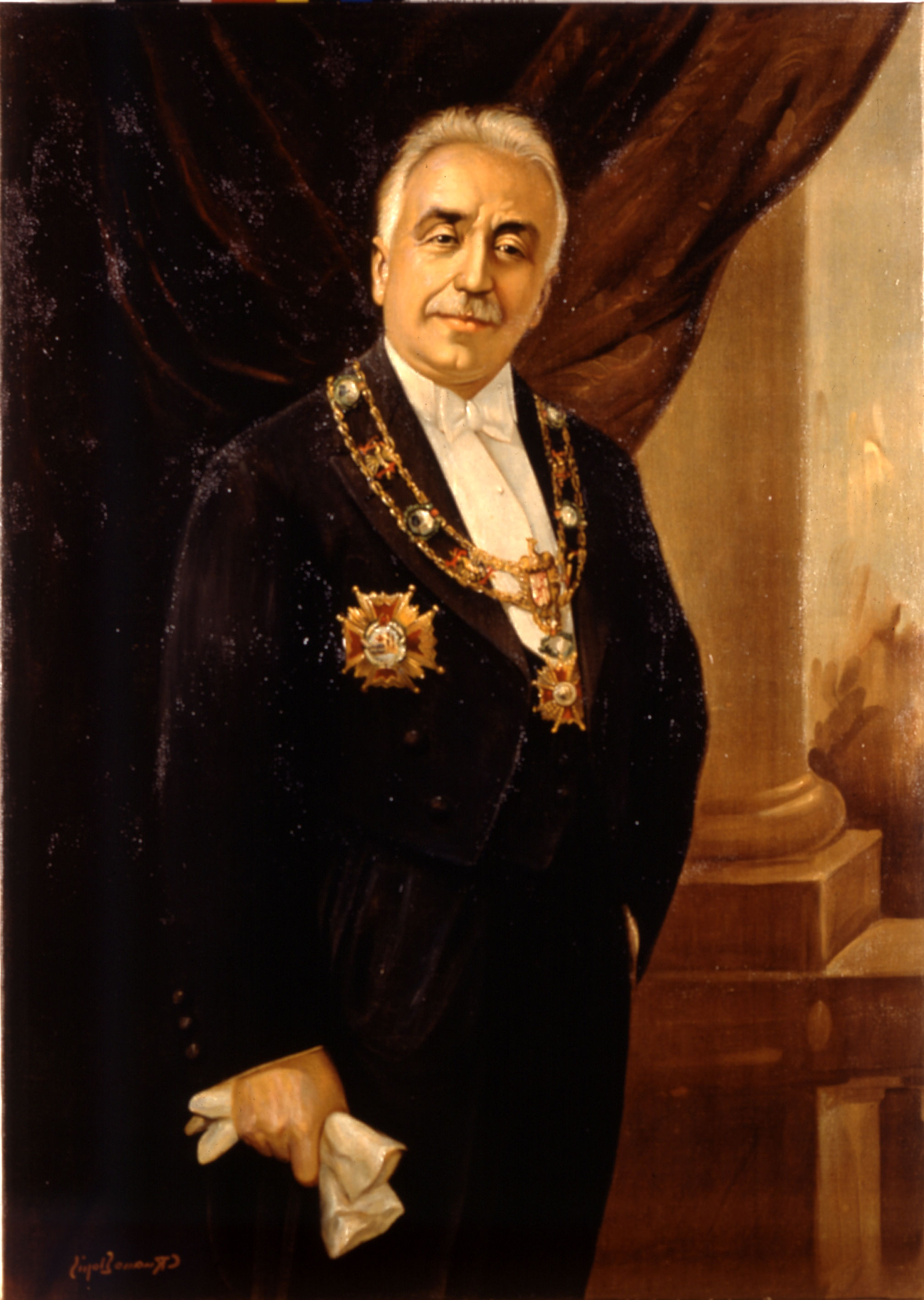
El primer Presidente de la Segunda República Española, Niceto Alcalá-Zamora. Su destitución por las Cortes el 7 de abril de 1936 puso en marcha los mecanismos para elegir un nuevo titular, para la que era necesaria la elección de compromisarios.

Estas elecciones se convocaron con motivo de la destitución del presidente de la República, Alcalá Zamora, por las Cortes Generales (7 de abril de 1936). Según la Constitución, el nuevo presidente debía ser elegido en una sesión conjunta de los diputados y de un número de compromisarios, elegidos al efecto, igual al número de miembros de las Cortes, elegidos de la misma forma que los diputados (en el caso de Madrid se elegiría de nuevo a 17 representantes, con 13 para la mayoría y 4 para las minorías).
La situación política se había deteriorado desde el mes de febrero y las derechas anunciaron su abstención en estas elecciones, justificándola con el, a su juicio, estado de desorden en el que se encontraba el país, y el funcionamiento, tachado de irregular, de la Comisión de Actas de las Cortes en los casos de Cuenca y Granada, cuyas elecciones fueron anuladas. Por parte frentepopulista también existía cierta confusión, al no ser claro quien sería el candidato del Frente Popular a la presidencia. Tras el veto socialista a Prieto, Azaña era quien suscitaba mayores apoyos, pero Izquierda Republicana se resistía a perder a su líder y relegarlo a un puesto más bien pasivo y secundario.
En Madrid, se presentaron solo dos candidaturas. Una era la del Frente Popular, con las mismas proporciones que la de las elecciones de febrero: siete socialistas (Luis Menéndez, Manuel Lois, Eduardo Mazón, Mariano Muñoz, Matilde Cantos, Amaro del Rosal y José Díaz Alor), cuatro miembros de Izquierda Republicana (Roberto Castrovido, José Serrano Batanero, José Salmerón y José Ballester), uno de Unión Republicana (Cipriano Rodrigo) y un comunista (Luis Cabo). La otra, por las minorías, la promovía el Partido Republicano Conservador de Miguel Maura, con el propósito de dar visos de normalidad a las elecciones y tratar de atraerse a una parte de los electores de derechas al sistema republicano. La formaban miembros locales del partido (Miguel Moreno, Santiago Tarodo, Juan Lafora y Mariano Robles Romero-Robledo).
La participación fue muy inferior a la de anteriores elecciones (233 910 votantes de un censo de 532 765, un 43,9 %), fruto de la abstención de las derechas. Los resultados obtenidos por la candidatura frentepopulista fueron muy similares a los obtenidos en febrero anterior, si bien con una disminución en unos 30 000 votos. Esta reducción puede achacarse tanto a lo poco reñido de la elección como a la insatisfacción con la política del gobierno. De modo similar a anteriores elecciones, los candidatos más moderados, los republicanos, obtuvieron resultados significativamente superiores a los de socialistas y comunistas. Los republicanos conservadores obtuvieron una votación no desdeñable pero que mostraba su fracaso en atraer al electorado derechista. Los votos en blanco son significativos (constituyeron el 5,5 % de los votos) y son atribuibles a electores de derechas que, aún descontentos por las candidaturas existentes, todavía aceptaban el sistema republicano (así como funcionarios de ideología derechista, dado que, por ley, los servidores públicos estaban obligados a votar). Todos los candidatos presentados resultaron elegidos como compromisarios, al ser igual al número de puestos en juego.

## Diputados elegidos por la circunscripción madrileña en las tres legislaturas
Los sufragios en la circunscripción de Madrid permanecieron relativamente estables a lo largo de las tres legislaturas. Solo la legislación electoral republicana y la alteración de las coaliciones concurrentes, especialmente en el campo de la izquierda y el republicanismo, hicieron que las formaciones que obtenían representación fuesen mucho más cambiantes que el apoyo electoral que realmente suscitaban. El PSOE fue el único partido que obtuvo una representación sustancial a lo largo de todas las elecciones, al tratarse del partido con mayor respaldo electoral en la capital. Sin embargo, la propia evolución de la Agrupación Socialista Madrileña, progresivamente inclinada al largocaballerismo revolucionario, y la existencia de primarias, hicieron que fuesen pocos los diputados socialistas que repitieron en las distintas convocatorias. De este modo solo los socialistas Julián Besteiro, que gozaba de gran prestigio personal, y Francisco Largo Caballero, que controlaba la ASM, resultaron elegidos diputados por la capital en las tres legislaturas republicanas. En la primera, en la lista de la Conjunción Republicano-Socialista; en la segunda, en la del PSOE; y en la tercera, en la del Frente Popular. Otros, como Araquistáin, Azaña, Anastasio de Gracia, Jiménez de Asúa, Lerroux, Martínez Barrio, o Negrín, diputados en las tres legislaturas, lo fueron en alguna de ellas por una circunscripción diferente a la madrileña.